# Акопян, Грач Акопович
Грач Акопович Акопян (арм. Հրաչ Հակոբյան, 30 января 1955, Ереван) — армянский государственный деятель.

## Биография
- 1973—1978 — студент факультета русского языка и литературы Ереванского государственного университета.
- 1978—1979 — преподаватель русского языка и литературы СПТУ № 1 (г. Октемберян).
- 1979—1986 — старший инспектор по основной деятельности исполкома Ереванского горсовета (г. Ереван).
- 1986—1990 — референт, заместитель заведующего отделом Совета Министров Армянской ССР.
- 1990—1992 — Управляющий Делами Совета Министров Республики Армения.
- 1992— был Государственным Министром Республики Армения.